# The Schemers: or, The Jewels of Hate
The Schemers: or, The Jewels of Hate è un cortometraggio muto del 1914 diretto da Frank Wilson.

## Trama
Un uomo prova alla fidanzata di essere stato incastrato, accusato falsamente del furto di un gioiello.

## Produzione
Il film fu prodotto dalla Hepworth.

## Distribuzione
Il film - un cortometraggio in due bobine - uscì nelle sale cinematografiche britanniche nel luglio 1914.
Si conoscono pochi dati del film che, prodotto dalla Hepworth, fu distrutto nel 1924 dallo stesso produttore, Cecil M. Hepworth. Fallito, in gravissime difficoltà finanziarie, il produttore pensò in questo modo di poter almeno recuperare il nitrato d'argento della pellicola.